# Канікули Кроша (фільм)
«Канікули Кроша» (рос. «Каникулы Кроша») — російський радянський художній фільм 1980 року режисера Григорія Аронова за мотивами однойменної повісті та сценарієм Анатолія Рибакова.

## Сюжет
В основі фільму історія зіткнення десятикласника Сергія Крашеніннікова (Кроша) з колекціонером, що полює за японською мініатюрною скульптурою нецке.

## У ролях
- Василь Фунтіков
- Володимир Корецький
- Геннадій Кузнєцов
- Володимир Сирота
- Володимир Сальніков
- Ольга Бітюкова
- Віра Новікова
- Ніна Тер-Осіпян
- Олена Тяпкіна
- Володимир Заманський
- Любов Стриженова
- Борис Гусаков
- Людмила Врублевська
- Володимир Качан
- Олена Тяпкіна

## Творча група
- Сценарій: Анатолій Рибаков
- Режисер: Григорій Аронов
- Оператор: Євген Анісімов
- Композитор: Ісаак Шварц